# Royal Victorian Order

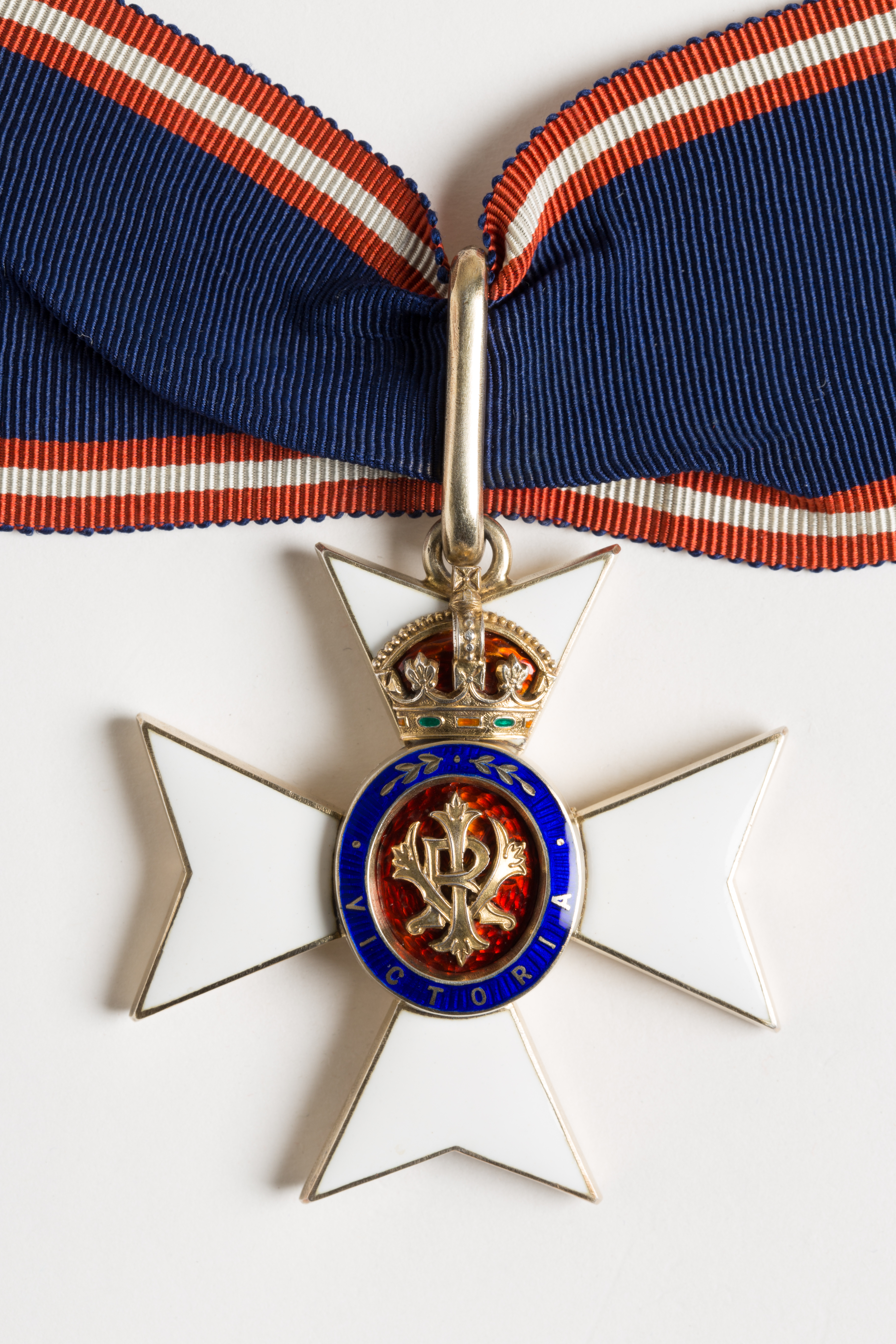
Insigne eines Commander of the Royal Victorian Order (CVO)

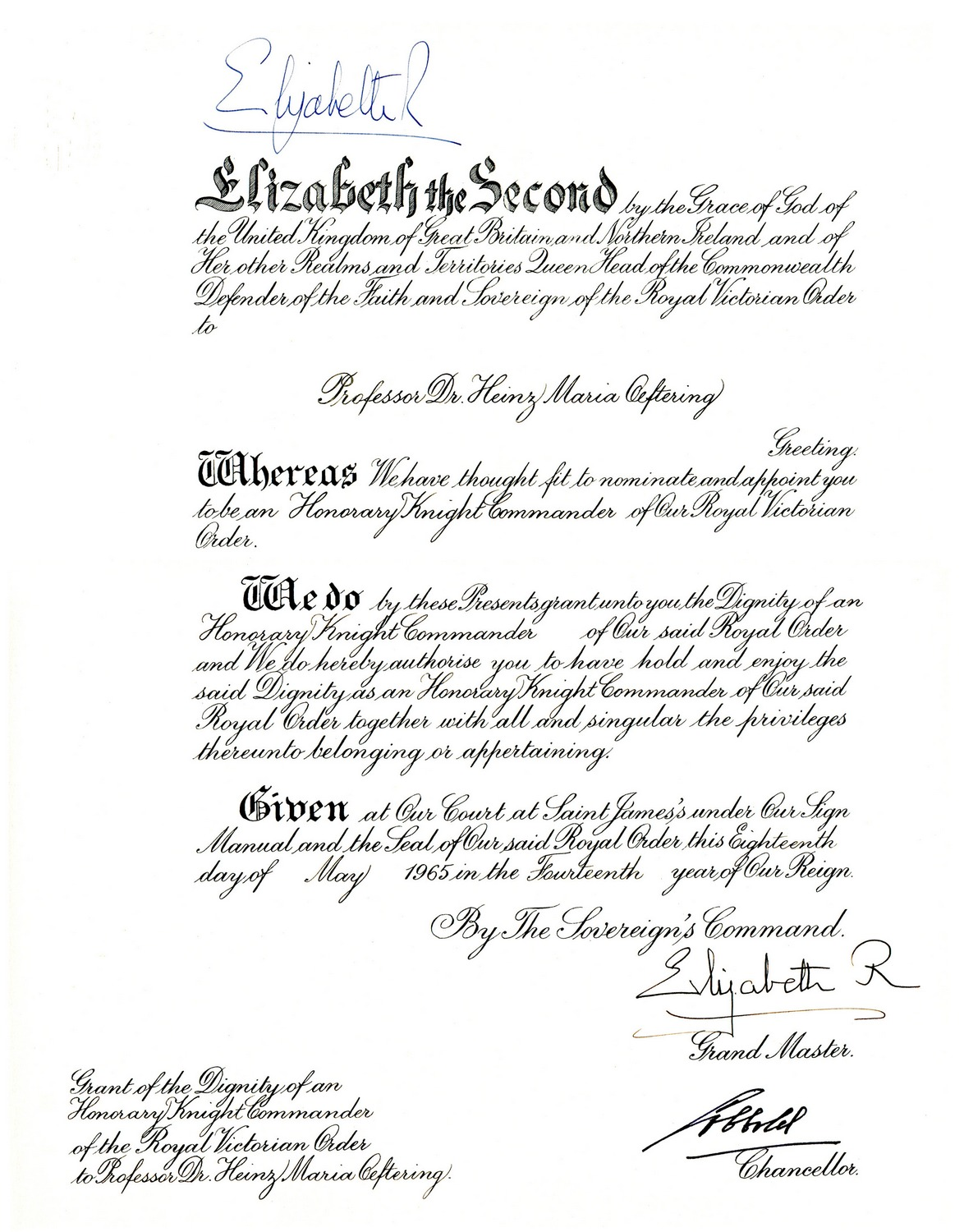
Verleihungsurkunde an Heinz Maria Oeftering zum Honorary Knight Commander of the Royal Victorian Order (KCVO)

Der Royal Victorian Order (deutsch Königlicher Victorianischer Orden) ist ein britischer Hausorden, der am 21. April 1896 durch Königin Victoria gestiftet wurde und mit dem Personen ausgezeichnet werden, die britischen Monarchen oder einem Mitglied der königlichen Familie persönlich gedient haben. Dies sind zumeist Mitglieder des königlichen Haushalts und Hofstaates, aber auch Familienmitglieder, Angehörige der Streitkräfte und britische Diplomaten, die einen Staatsbesuch organisiert haben. Eine Verleihung an Ausländer ist ebenso möglich.
Anders als die meisten anderen Orden und Ehrenzeichen des Vereinigten Königreichs wird der Royal Victorian Order nicht aufgrund einer Nominierung durch den Premierminister vergeben, sondern das Recht zur Vergabe obliegt ausschließlich dem regierenden Monarchen.
Ordenstag ist der 20. Juni, der Tag der Thronbesteigung von Königin Victoria, sein Motto lautet Victoria (lateinisch für „Sieg“). In der Rangfolge der Orden und Ehrenzeichen des Vereinigten Königreichs steht der Royal Victorian Order an sechster Stelle.

## Ordensgliederung
Die Mitglieder des Ordens sind in fünf Klassen gegliedert:
| Stufen des Royal Victorian Order: | Stufen des Royal Victorian Order: | Stufen des Royal Victorian Order: | Stufen des Royal Victorian Order: | Stufen des Royal Victorian Order: | Stufen des Royal Victorian Order: |
| --------------------------------- | --------------------------------- | --------------------------------- | --------------------------------- | --------------------------------- | --------------------------------- |
| Ordensstufe                       | Knight/Dame Grand Cross           | Knight/Dame Commander             | Commander                         | Lieutenant                        | Member                            |
| Prädikat                          | Sir/Dame                          | Sir/Dame                          |                                   |                                   |                                   |
| Post-Nominals                     | GCVO                              | KCVO/DCVO                         | CVO                               | LVO                               | MVO                               |
| Insignien                         |                                   |                                   |                                   |                                   |                                   |

Daneben verfügt der Orden über eine Reihe von Ämtern: Souverän des Royal Victorian Order ist der jeweilige britische Monarch, zurzeit König Charles III. Dem Souverän steht seit 1937 eine Ordensgroßmeisterin zur Seite, die das Amt bis zu ihrem Tod ausübt. Dieses Amt wurde von 1937 bis 2002 von Elizabeth Bowes-Lyon, der Frau Georgs VI. ausgeübt. Im April 2007 folgte Prinzessin Anne ihrer Großmutter als Großmeister nach.
Innerhalb des Ordens bestehen fünf Verwaltungsämter: Kanzler, Sekretär, Registrar, Kaplan und Genealoge. Anders als bei den meisten anderen britischen Ritterorden gibt es beim Royal Victorian Order keinen Gentleman Usher (Ordensdiener). Kanzler ist der jeweilige Lord Chamberlain of the Household, zurzeit also Andrew Parker, Baron Parker of Minsmere. Als Sekretär fungiert stets der Leiter der königlichen Buchhaltung (Keeper of the Privy Purse), als Registrar der jeweilige Sekretär der Zentralkanzlei der Ritterorden (Secretary to the Central Chancery of the Orders of Knighthood). Ordenskaplan ist der jeweilige Kaplan der Savoy Chapel am Strand in London, die auch als Ordenskapelle des Royal Victorian Order dient.

## Zeremonielle Kleidung und Insignien

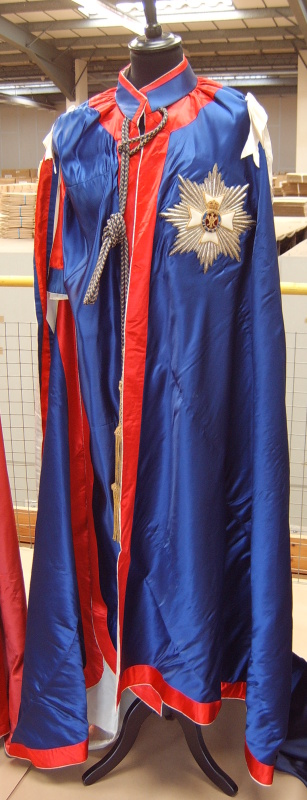
Ordensmantel für einen GCVO

Die Mitglieder des Ordens tragen zu wichtigen Anlässen wie etwa der Krönung britischer Monarchen eine eigene zeremonielle Kleidung, die von der Klasse abhängig ist:
- Der Mantel wird nur von den Knights und Dames Grand Cross getragen. Er ist aus dunkelblauem Satin, eingerahmt von rotem Satin. Auf der linken Seite wird der Bruststern (s.u.) getragen.
- Die Collane, gleichfalls nur von Knights und Dames Grand Cross getragen, besteht aus Gold. Ihre Glieder bestehen abwechselnd aus achteckigen Gliedern und gerahmten Elementen. Auf den Oktogonen ist jeweils eine goldene Rose auf blauem Feld abgebildet, während die gerahmten Felder im Wechsel die Inschriften Victoria, Brit. Reg. (Königin von Großbritannien), Def. Fid. (Verteidiger des Glaubens) und Ind. Imp. (Kaiserin von Indien) haben. In der Mitte befindet sich ein Medaillon mit dem Bild von Königin Victoria.

Zu weniger wichtigen Anlässen werden einfachere Insignien benutzt:
- Der Bruststern wird nur von den Knights und Dames Grand Cross und von den Knights und Dames Commander auf der linken Brust getragen. Der Stern der Knights und Dames Grand Cross ist achtstrahlig mit einem emaillierten Malteserkreuz in der Mitte. Für Knights und Dames Commander ist er ein achtstrahliges silbernes Malteserkreuz mit silbernen Strahlen dazwischen und einem kleineren silbernen Malteserkreuz in der Mitte. In der Mitte befindet sich ein ovales Medaillon, mit den Initialen VRI (Victoria, Regina, Imperatrix) auf rotem Hintergrund. Im blauen, bekrönten Band am Rand des Medaillons wird das Motto des Ordens wiedergegeben.
- Das Ordenszeichen wird als einziges von allen Mitgliedern des Ordens getragen. Es wird an einem blauen Ordensband mit rot-weiß-roten Rändern getragen. Knights und Dames Grand Cross tragen es an einer Schärpe, die über die rechte Schulter zur linken Hüfte getragen wird. Knights Commander und männliche Commanders tragen das Abzeichen als Halsorden. Männliche Lieutenants und Members tragen es am Bande auf der linken Brust. Sämtliche weiblichen Ordensmitglieder (mit Ausnahme der Dames Grand Cross) dagegen tragen es an einer Schleife an der linken Schulter. Das Ordenszeichen selbst ist ein Malteserkreuz. Das ovale Medaillon in der Mitte entspricht demjenigen des Sterns. Die Größe des Ordenszeichens steigt von Klasse zu Klasse. Nur Lieutenants und Members haben gleich große Zeichen; dasjenige der Lieutenants ist allerdings – ebenso wie das der höheren Klassen – emailliert, während dasjenige der Members versilbert ist.

An bestimmten, vom Monarchen bestimmten Tagen, den sog. collar days, können die Mitglieder des Ordens, wenn sie an einer Zeremonie teilnehmen, die Collane über ihrer militärischen Uniform oder ihrer zivilen Abendkleidung tragen. An der Collane ist, wenn sie an einem collar day oder bei bedeutenden Zeremonien getragen wird, das Ordenszeichen befestigt.
Alle Collanen, die seit 1948 verliehen wurden, müssen nach Ableben des Mitglieds an die Central Chancery of the Orders of Knighthood zurückgegeben werden. Die übrigen Insignien verbleiben bei den Erben.

## Kapelle

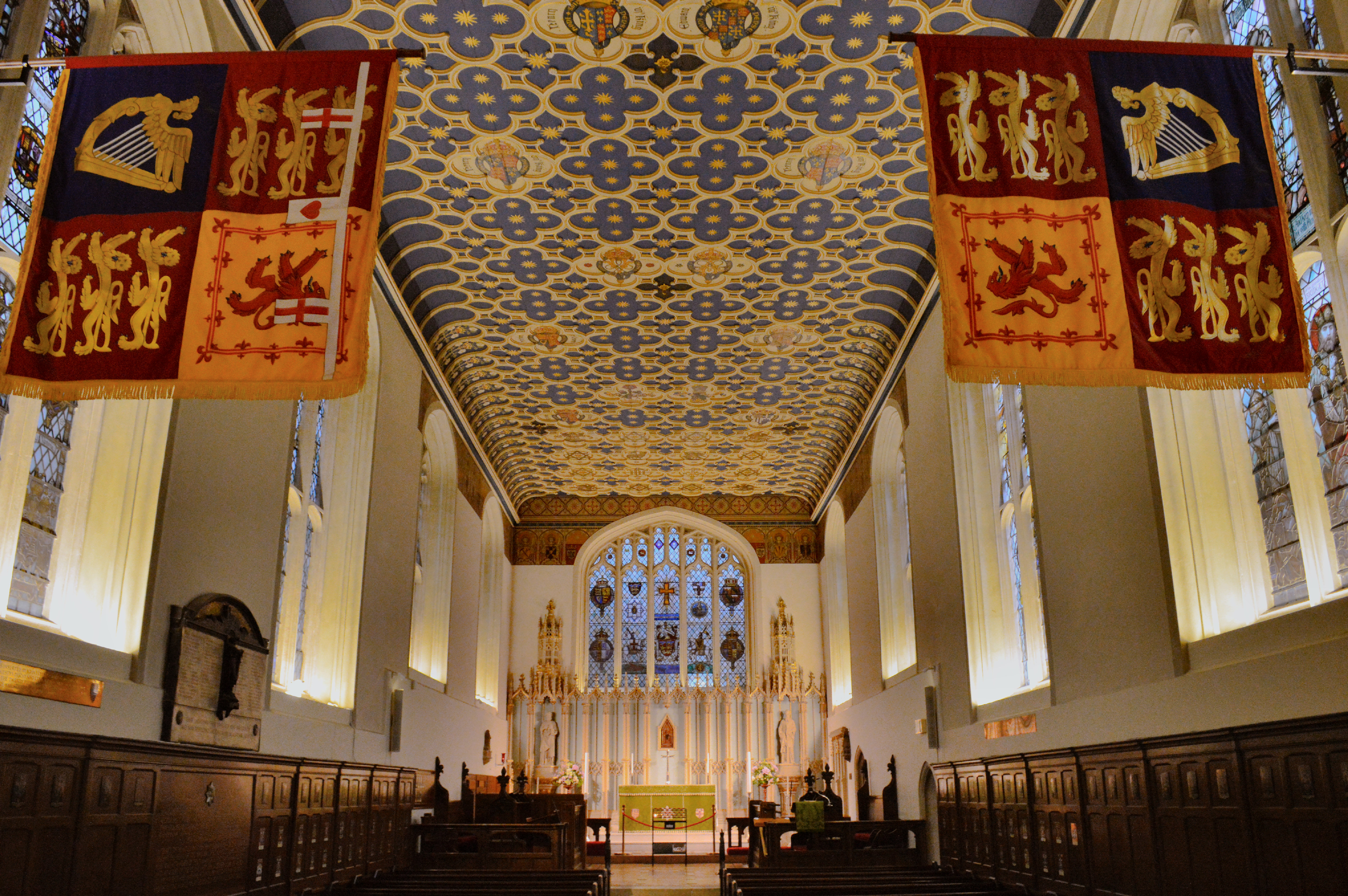
Die Queen’s Chapel of the Savoy fungiert als Ordenskapelle des Royal Victorian Order (fotografiert im Jahr 2020). Die Banner sind die des Souveräns (rechts) und des Grand Master (links) des Ordens, welche damals im Amt waren.

Seit 1937 ist die Queen’s Chapel of the Savoy des früheren Savoy-Hospitals in London die Ordenskapelle. Der Geistliche dieser königlichen, bistumsunabhängigen Kapelle ist zugleich Kaplan des Ordens. Religiöse Feiern für den gesamten Orden werden jedoch alle vier Jahre in der St George’s Chapel in Windsor Castle abgehalten, weil dort mehr Personen Platz haben; die Aufnahme neuer Knights und Dames Grand Cross findet während einer solchen Feier statt.
In der Ordenskapelle in London befinden sich besondere Sitze für die Ordensmitglieder der obersten Ränge. Auf ihren Rückenlehnen sind Messingtafeln mit den Namen, emaillierten Wappen und dem Aufnahmedatum des Mitglieds angebracht. Diese werden nie entfernt und bilden eine farbenreiche Zierde der Bestuhlung. Für die typischen Helme und Banner der Mitglieder dieses Ordens ist in der Kapelle kein Platz.

## Hierarchie und Privilegien
Reguläres Mitglied des Royal Victorian Order können nur Bürger des Vereinigten Königreichs oder von Commonwealthstaaten werden. Bürger anderer Staaten können allerdings zu Ehrenmitgliedern ernannt werden. Knights und Dames Grand Cross führen hinter ihrem Namen die Buchstaben GCVO; Knights Commander und Dames Commander die Buchstaben KCVO bzw. DCVO; Companions die Buchstaben CVO; Lieutenants die Buchstaben LVO und Members die Buchstaben MVO (sogenannte post-nominals).
Die Mitglieder des Ordens erhalten eine Position in der Protokollarischen Rangordnung (Order of Precedence), einer Rangliste, in der die eingetragenen Personen nach ihrer nominellen Bedeutung eingeordnet sind und die bei zeremoniellen Ereignissen eine wichtige Rolle spielt. Ehefrauen männlicher Mitglieder werden dort ebenfalls aufgenommen; ebenso Söhne, Töchter und Schwiegertöchter von Knights Grand Cross und Knights Commander. Verwandte eines weiblichen Mitglieds erhalten demgegenüber keine Einordnung in die Liste.
Durch die Verleihung der obersten beiden Stufen des Royal Victorian Order können Bürger des Vereinigten Königreiches sowie Bürger jener Commonwealth-Staaten, die den britischen Monarchen als ihr Staatsoberhaupt anerkennen (Commonwealth Realms), in den Adelsstand erhoben werden. Die Knights Grand Cross und die Knights Commander werden anlässlich der Ordensverleihung (investiture) durch den Monarchen zum Ritter (Knight) geschlagen und führen danach den Titel Sir vor ihrem Vornamen. Dames Grand Cross und Dames Commander erhalten zwar keinen Ritterschlag, gelten aber ebenfalls als geadelt und führen den Titel Dame. Wie die Ehefrauen aller britischen Knights dürfen auch die Ehefrauen von Knights Grand Cross und Knights Commander des Royal Victorian Order den Zusatz Lady vor ihrem Namen führen; ein vergleichbares Privileg besteht für die Ehemänner der Dames Grand Cross und Dames Commander nicht.
Geistliche erhalten die Ritterwürde (knighthood) nicht, ebenso wenig wie die ausländischen Mitglieder des Royal Victorian Order. Wer nicht Bürger des Vereinigten Königreiches oder des Commonwealth ist, für den besteht die Mitgliedschaft im Orden ehrenhalber.
Knights und Dames Grand Cross sind befugt, in ihr Wappen Schildhalter aufzunehmen. Sie dürfen außerdem einen Reif, der den Wahlspruch des Ordens zeigt, und eine Abbildung der Collane in ihr Wappen aufnehmen. Knights und Dames, Commander und Companions dürfen in ihrem Wappen nur den Reif, nicht jedoch die Ordenskette zeigen.

## Royal Victorian Medal
Die Royal Victorian Medal wurde gleichzeitig mit dem Orden gestiftet. Sie wird ebenfalls an Personen verliehen, die der Majestät persönlich gedient haben. Es handelt sich jedoch um ein gesondertes Ehrenzeichen (decoration). Mit der Royal Victorian Medal ausgezeichnete Personen werden dadurch nicht Mitglied des Ordens.